# Trochosodon radiatus
Trochosodon radiatus är en mossdjursart som först beskrevs av Canu och Bassler 1929.  Trochosodon radiatus ingår i släktet Trochosodon och familjen Biporidae. Inga underarter finns listade i Catalogue of Life.